# 市立藤井寺市民病院
市立藤井寺市民病院（しりつふじいでらしみんびょういん）は、大阪府藤井寺市にあった医療機関。藤井寺市病院事業の設置等に関する条例により設置された市立の病院だった。
老朽化等により2023年（令和5年）9月27日の市議会で閉院のための条例案が可決され、2024年3月末で閉院となった。
小児科入院診療機能は大阪はびきの医療センター、災害医療センター機能は青山病院に移転した。

## 沿革
- 1950年（昭和25年）11月 - 道明寺村国保直営道明寺病院が開院。
- 1951年（昭和26年）1月 - 町政施行により道明寺国保直営道明寺病院に名称変更。
- 1959年（昭和34年）4月 - 町村合併により藤井寺道明寺町国保道明寺病院に名称変更。
- 1960年（昭和35年）1月 - 町名変更により美陵町国保道明寺病院に名称変更。
- 1966年（昭和41年）11月 - 市制施行により藤井寺市国保道明寺病院に名称変更。
- 1968年（昭和43年）3月 - 藤井寺市立道明寺病院に名称変更。
- 1987年（昭和62年）4月 - 市立藤井寺市民病院に名称変更。
- 1996年（平成8年）9月 - 在宅医療を開始。
- 2024年（令和6年）3月 - 閉院[1][2]。

## 診療科
- 内科
- 外科
- 整形外科
- 小児科
- 消化器外科
- 消化器内科
- 放射線科
- リハビリテーション科
- 麻酔科

## 医療機関の指定・認定
（下表の出典）
| 保険医療機関                                   | 労災保険指定病院                     |
| 生活保護法指定病院                             | 臨床研修病院                         |
| 特定疾患治療研究事業委託医療機関               | 原子爆弾被害者一般疾病医療取扱病院   |
| 指定小児慢性特定疾病医療機関                   | 指定自立支援医療機関（精神通院医療） |
| 身体障害者福祉法指定医の配置されている医療機関 | 公害医療機関                         |

- このほか、各種法令による指定・認定病院であるとともに、各学会の認定施設でもある。

## 交通アクセス
- 近鉄南大阪線「道明寺駅」から徒歩約4分。